# William Lehman (politico)
William H. Lehman (Selma, 5 ottobre 1913 – Miami Beach, 16 marzo 2005) è stato un politico statunitense, membro della Camera dei Rappresentanti per lo stato della Florida dal 1973 al 1993.

## Biografia
Nato in Alabama, Lehman fu allievo dell'Università dell'Alabama e dell'Università di Oxford.
Nel 1973 entrò in politica con il Partito Democratico e venne eletto alla Camera dei Rappresentanti. Rimase al Congresso per vent'anni, finché nel 1993 decise di ritirarsi dalla scena politica.
Morì a Miami Beach nel 2005, all'età di novantuno anni.